# Dasystole colopholeuca
Dasystole colopholeuca är en fjärilsart som beskrevs av Louis Beethoven Prout 1910. Dasystole colopholeuca ingår i släktet Dasystole och familjen mätare. Inga underarter finns listade i Catalogue of Life.